# 上野孝
上野 孝（うえの たかし、1944年12月10日 - ）は、日本の実業家、海運・石油輸送大手上野トランステック社長。第23・25代横浜商工会議所会頭。
父は上野トランステック社長、第18代横浜商工会議所会頭を歴任した上野豊。

## 経歴
- 1944年 神奈川県生まれ。
- 1963年 神奈川県立湘南高等学校卒業。
- 1967年 慶應義塾大学経済学部卒業
- 1970年 オックスフォード大学大学院留学Diploma Social Studies 課程
- 1972年1月 上野運輸商会代表社員副社長就任
- 1987年6月 上野運輸商会代表取締役社長就任
- 1998年4月 株式会社上野運輸商会が上野トランステック株式会社に改組代表取締役社長就任
- 2006年11月 横浜商工会議所会頭就任[2]
- 2007年6月 日本内航海運組合総連合会 会長就任
- 2015年6月 日本内航海運組合総連合会 名誉会長就任
- 2015年4月 旭日重光章受章[3]
- 2015年11月 横浜商工会議所会頭就任[4]
- 2015年11月 日本商工会議所副会頭就任